# Jan Alfons Keustermans
Jan Alfons Keustermans, né le 6 mai 1940 à Hoboken (district de la commune belge d'Anvers), est un médailleur belge. 

## Biographie
Directeur de l'Académie municipale des beaux-arts de Turnhout, Jan Alfons Keustermans est le concepteur de la face nationale belge des euros.
Le roi Albert II a choisi son projet à l'occasion du concours pour le design de la face nationale de l'euro.
Jan Alfons Keustermans a remporté de nombreux prix de sculpture à l'académie, et à l'Institut supérieur national des beaux-arts d'Anvers. Il a effectué environ 750 travaux, dont un grand nombre de portraits officiels. Il travaille depuis 1982 comme médailleur. Son monogramme est « Jake ».

## Gravures monétaires
- Effigie du roi Albert II sur la pièce de 250 Fr Benelux (1994).
- Effigie de la reine Astrid sur la pièce de 250 Fr (1995)
- Avers de la pièce d'ECU 50 ans de l'ONU (1995)
- Avers de la pièce d'ECU 40 ans du Traité de Rome (1997).